# Base aérienne

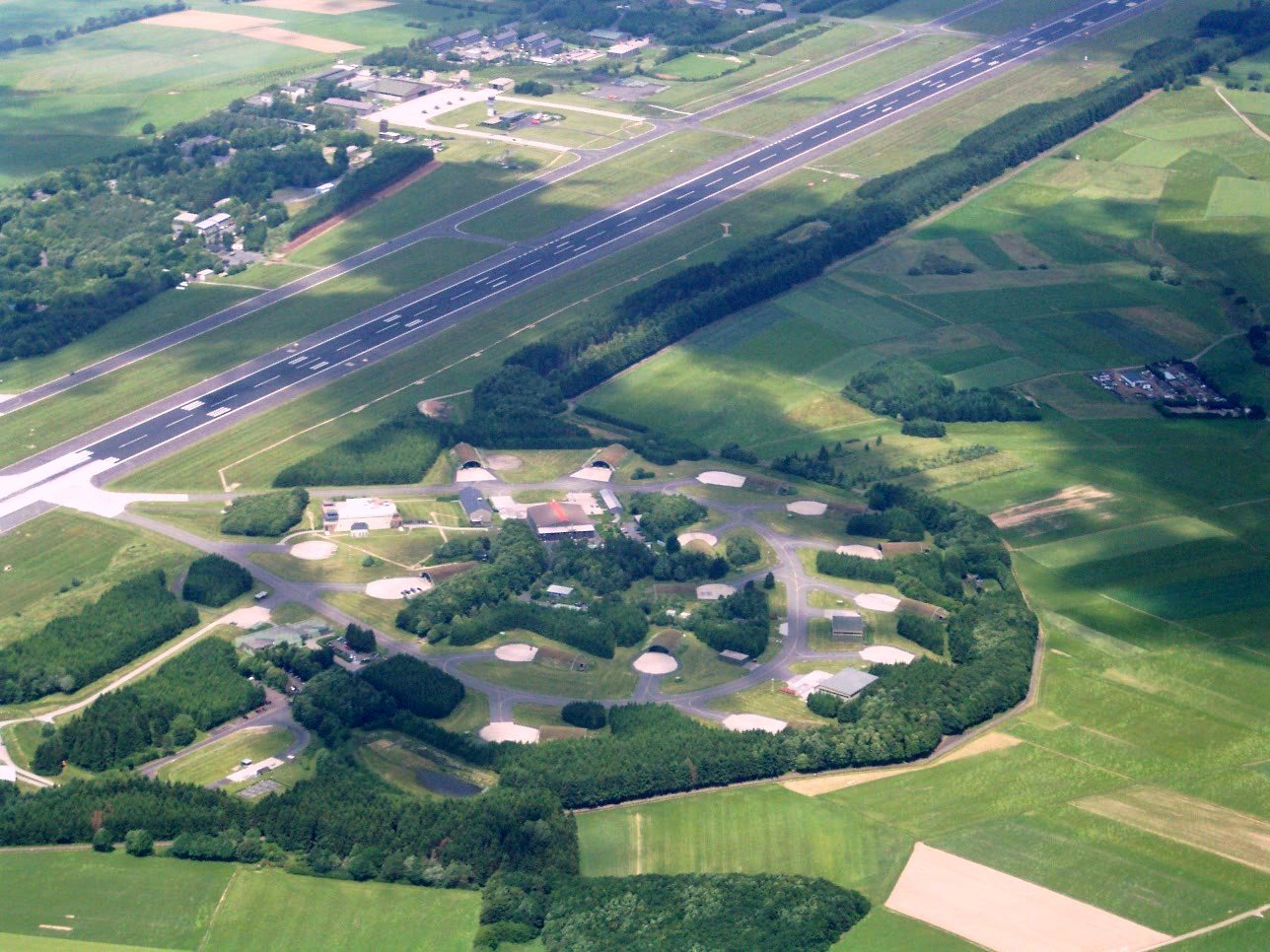
Hangars de la base aérienne de Büchel de la Luftwaffe, en Allemagne.

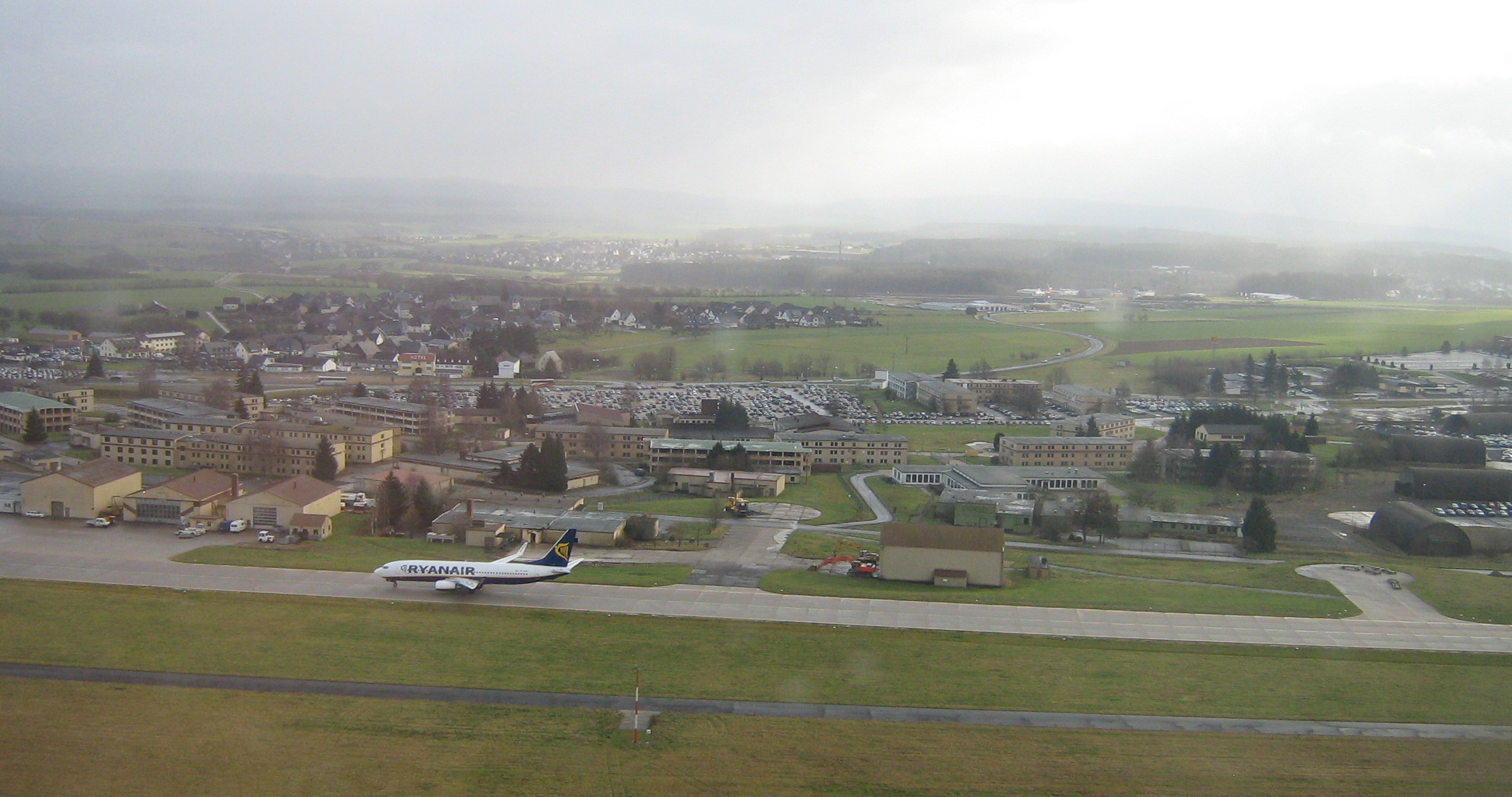
Hahn Air Base, ancienne base aérienne américaine en Allemagne.

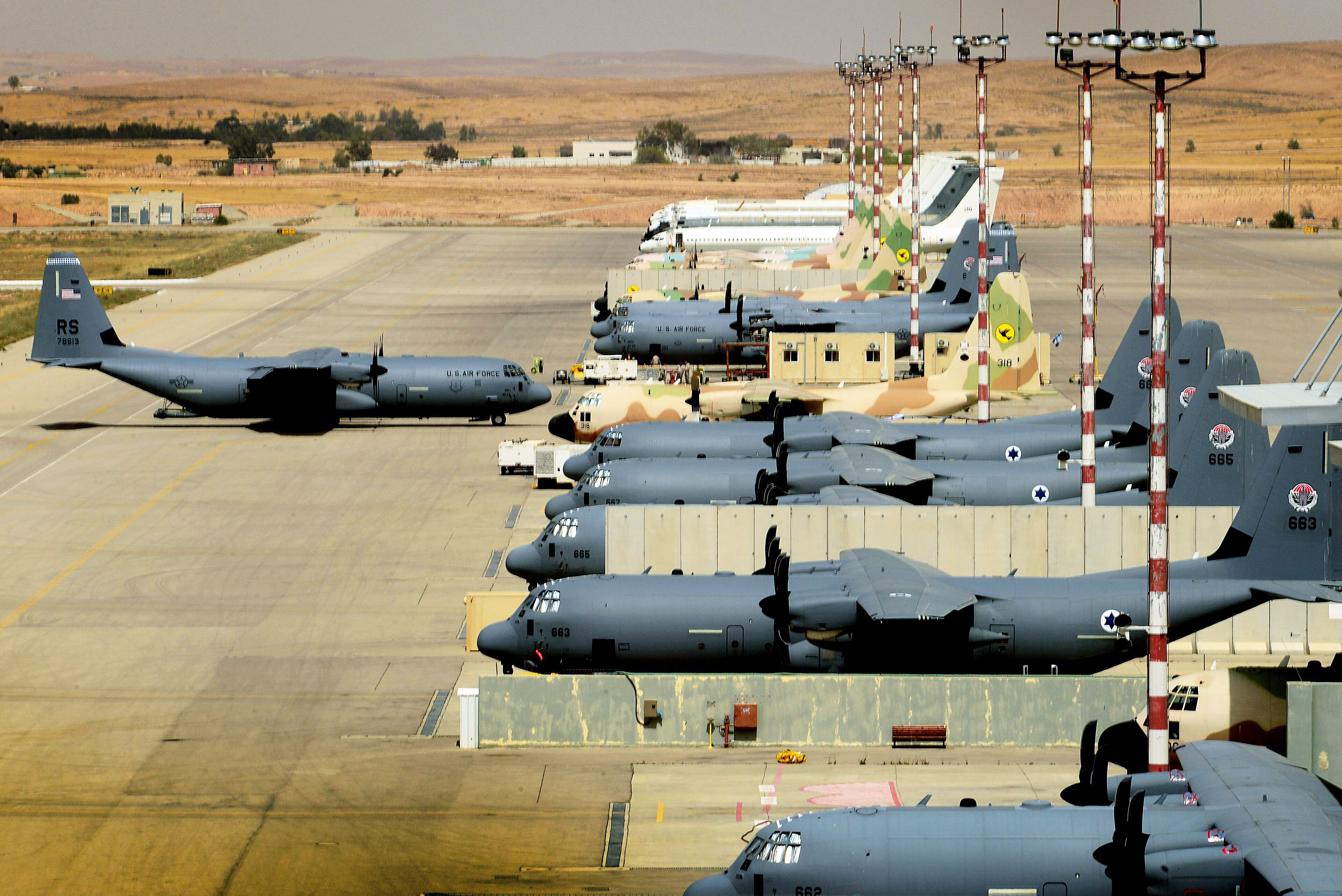
Des C-130 sur la base aérienne de Nevatim.

Une base aérienne est un aérodrome ou la partie d'un aérodrome utilisée par les forces armées d'un pays pour mettre en œuvre la composante aérienne.

## Typologie
Le terme base aérienne (cf. ci-dessous) a une signification particulière en France. Les aérodromes dépendant de la Marine nationale et servant de base aux avions de patrouille maritime ou aux avions embarqués sont appelés base aéronavale (BAN).
Certains pays ont prévu d'utiliser des sections d'autoroute en tant que bases secondaires dans l'éventualité d'un conflit. La signalisation et les séparateurs de voies de circulation sont "démontables". On trouve ces dispositions en Inde, Suède, Finlande, RFA, Singapour, Suisse, Corée du Sud, Turquie, Pologne et Pakistan.

## Infrastructures
La liste des infrastructures d'une base aérienne est identique à celle d'un aérodrome utilisé par l'aviation générale mais certaines adaptations peuvent être nécessaires.

### Pistes
Les avions d'armes nécessitent souvent des pistes de grande longueur en raison d'une vitesse d'atterrissage élevée. La largeur doit être suffisante pour permettre le décollage simultané de deux appareils.
Les avions de transport sont généralement conçus pour réaliser des atterrissages et décollages courts en conditions opérationnelles. Ces conditions sont éprouvantes pour les appareils et, hors entraînement, l'atterrissage se fait comme pour tout gros porteur.
La piste peut être équipée d'un brin d'arrêt, qui pour l'aéronavale, sert l'entraînement des pilotes à l’appontage.

### Balisage & contrôle des mouvements sur et autour de la plateforme
L'aérodrome est contrôlé.

### Aire de stationnement
Les avions d'armes sont le plus souvent stationnés au plus près de l'extrémité de la piste afin de permettre un décollage rapide en cas d'alerte. Par sécurité les avions sont souvent protégés par des hangarettes (petit hangar individuel) qui sont disposées en étoile.

### Infrastructures spécifiques
En dehors des infrastructures de l'aérodrome proprement dit, les bases aériennes se distinguent par un périmètre de sécurité gardé dont l'importance est lié aux types d'armements stockés.
Les personnels sont logés et vivent sur la base qui peut donner l'apparence d'un petit centre-ville avec logements, bureaux, cafétéria, installations sportives, etc.

## Identification et information

### États-Unis
Aux États-Unis, les bases aériennes voient leur nom suivi de « AFB », sigle pour « Air Force Base » qui désigne les bases de l'Armée de l'air américaine. Quand elles sont situées dans d'autres pays ces bases sont désignées en tant que AB (« Air Base ») uniquement. 

### France
Si les premiers camps d'aviation militaire apparaissent dès 1909, pour se développer fortement durant la Première Guerre mondiale, le terme « base aérienne » est créé en France par un règlement de 1932 qui regroupe sur le même site des unités aériennes et les moyens techniques ou administratifs nécessaires à leur mise en œuvre. Il en résulte que le terme de base aérienne s'applique à des installations de l'Armée de l'air non implantées sur un aérodrome.
L'Armée de l'air française distingue plusieurs types de bases et les numérote en fonction de leur rôle :
- Bases opérationnelles : no 101 à 199 ;
- Bases de support : no 200 à 299 ;
- Écoles de formation : no 300 à 399 ;
- Entrepôts de l'armée de l'air : no 601 à 699 ;
- Bases écoles : no 701 à 799 ;
- Unités diverses : de no 800 à 833 (transmissions, hôpitaux) ; de no 834 à 840 (unités administratives) et de 841 à 899 (de nouveau transmissions, hôpitaux) ;
- Bases radar : no 900 à 999.

Leur nombre est en constante réduction depuis la fin de la Seconde Guerre mondiale, y compris en France métropolitaine, illustrant ainsi la réduction des moyens de l'Armée de l'air française. De nombreux champs d'aviation ont été fermés et ceux restant, modernisés. De nouvelles installations sont construites durant la guerre froide avec des pistes en dur et des installations capable d’accueillir les premières générations d'avions à réaction.
Entre 2008 et 2014, l’Armée de l'air française a fermé douze bases aériennes.
Pour les opérations extérieures, elle peut mettre en place une base aérienne projetée.